# Кінгісеппський район
Кінгісеппський муніципальний район — муніципальне утворення у південно-західній частині Ленінградської області. Адміністративний центр — місто Кінгісепп, звідси назва району. Утворений в 1927 році. Історично йому передував Кінгісеппський (раніше — Ямбурзький) повіт Ленінградської (раніше — Петроградської, Санкт-Петербурзької) губернії, створений в 1783-у.

## Муніципальне утворення
З 1 січня 2006 року територія Кінгісеппського району поділяється на 11 муніципальних утвореннь: 2 міських і 9 сільських поселень
| Назва МУ                         | Населення | К−сть НП | Адміністративний центр |
| -------------------------------- | --------- | -------- | ---------------------- |
| Большелуцьке сільське поселення  | 3444      | 22       | Кінгісеппський         |
| Вістінське сільське поселення    | 1871      | 19       | Вістіно                |
| Івангородське міське поселення   | 11203     | 3        | Івангород              |
| Кінгісеппське міське поселення   | 50313     | 2        | Кінгісепп              |
| Котельське сільське поселення    | 3466      | 44       | Котельський            |
| Кузьомкінське сільське поселення | 1387      | 18       | Велике Кузьомкіно      |
| Нижнівське сільське поселення    | 721       | 21       | Нижново                |
| Опольєвське сільське поселення   | 2712      | 22       | Опольє                 |
| Пустомержське сільське поселення | 2322      | 18       | Велика Пустомержа      |
| Усть-Лужське сільське поселення  | 2620      | 14       | Усть-Луга              |
| Фалілеєвське сільське поселення  | 1376      | 9        | Фалілеєво              |

| Росія | Це незавершена стаття з географії Росії. Ви можете допомогти проєкту, виправивши або дописавши її. |